# Maua (Album)
Maua ist ein Jazzalbum des Trios اسم [ism] von Pat Thomas, Joel Grip und Antonin Gerbal. Die am 21. Mai 2022 im Club Au Topsi Pohl in Berlin-Tiergarten entstandenen Aufnahmen erschienen am 16. Februar 2024 auf 577 Records.

## Hintergrund
Dies sind Aufnahmen aus dem Berliner Club Au Topsi Pohl, in dem das Trio [ism] vom 18. bis 21. Mai 2022 vier Nächte hintereinander spielte. Für die Konzerte wurde ein Bösendorfer-Flügel in den kleinen Club gebracht. „Maua“ bedeutet auf Swahili Blumen.
Nach dem 40-minütigen Hauptstück „Maua“ folgt als Zugabe „Niloo’s Dream“.

## Titelliste
- اسم = ism – Maua (577 Records)[1]

1. Maua 41:15
2. Niloo’s Dream 6:22

Die Kompositionen stammen von Pat Thomas, Joel Grip und Antonin Gerbal.

## Rezeption

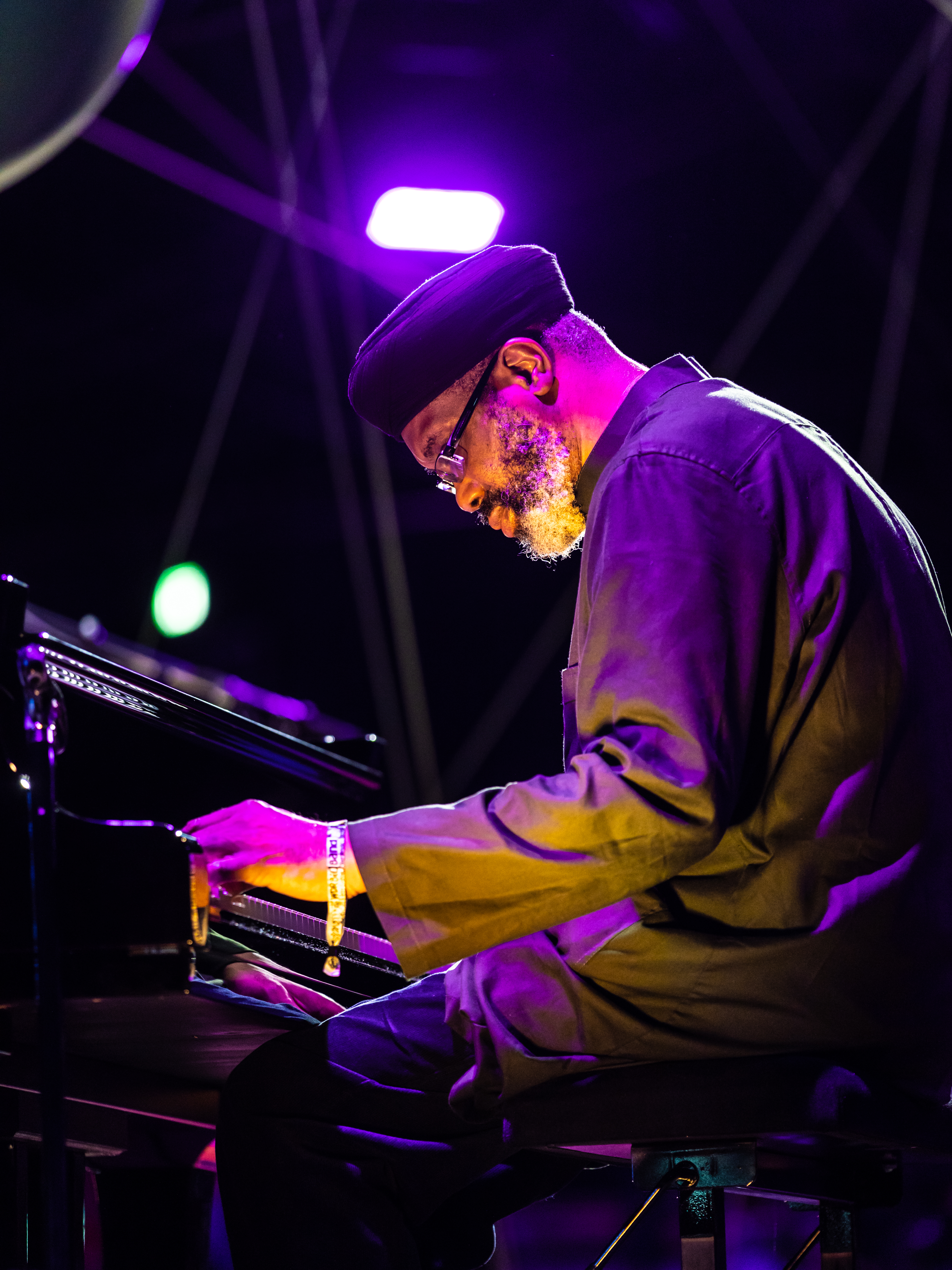
Pat Thomas auf dem Moers Festival 2021

Maua brumme von Anfang an und letztlich die ganze Zeit über mit einer ganz eigenen süßen und anschmiegsamen Kinetik, schrieb Mike Jurkovic in All About Jazz. Der 40-minütige Titeltrack sei alles, was man hören muss: „ein Schleudertrauma, eine peitschende Miniaturgeschichte der Musik selbst“, Verweise zum Teil auf Art Tatum, Jaki Byard, Cecil Taylor und vielleicht auch Satoko Fujii und/oder Hiromi Uehara. Thomas würde sie alle fast im Alleingang aufs Tablett bringen, in seinem eigenwilligen, aber äußerst unterhaltsamen Stil. Der Bassist Joel Grip und der Schlagzeuger Antonin Gerbal hätten sich ihren Anteil an dieser Leistung weit mehr als nur verdient; sie würden Thomas mit ihrer außer Kontrolle geratenen Energie und ihrem beharrlichen Zusammenhalt mit sich reißen.
Die zwei Stücke hätte Thomas mit einem sehr schön klingenden Bösendorfer-Flügel gespielt, der die Gruppe vielleicht etwas verlangsamt habe, nur um den Klang zu genießen, meinte Tom Hull. Das Album sei nicht so dramatisch wie die [Ahmed]-Alben, aber dies sollte Thomas helfen, als einer der besten Pianisten des Jazz anerkannt zu werden.